# Chatham House Rule

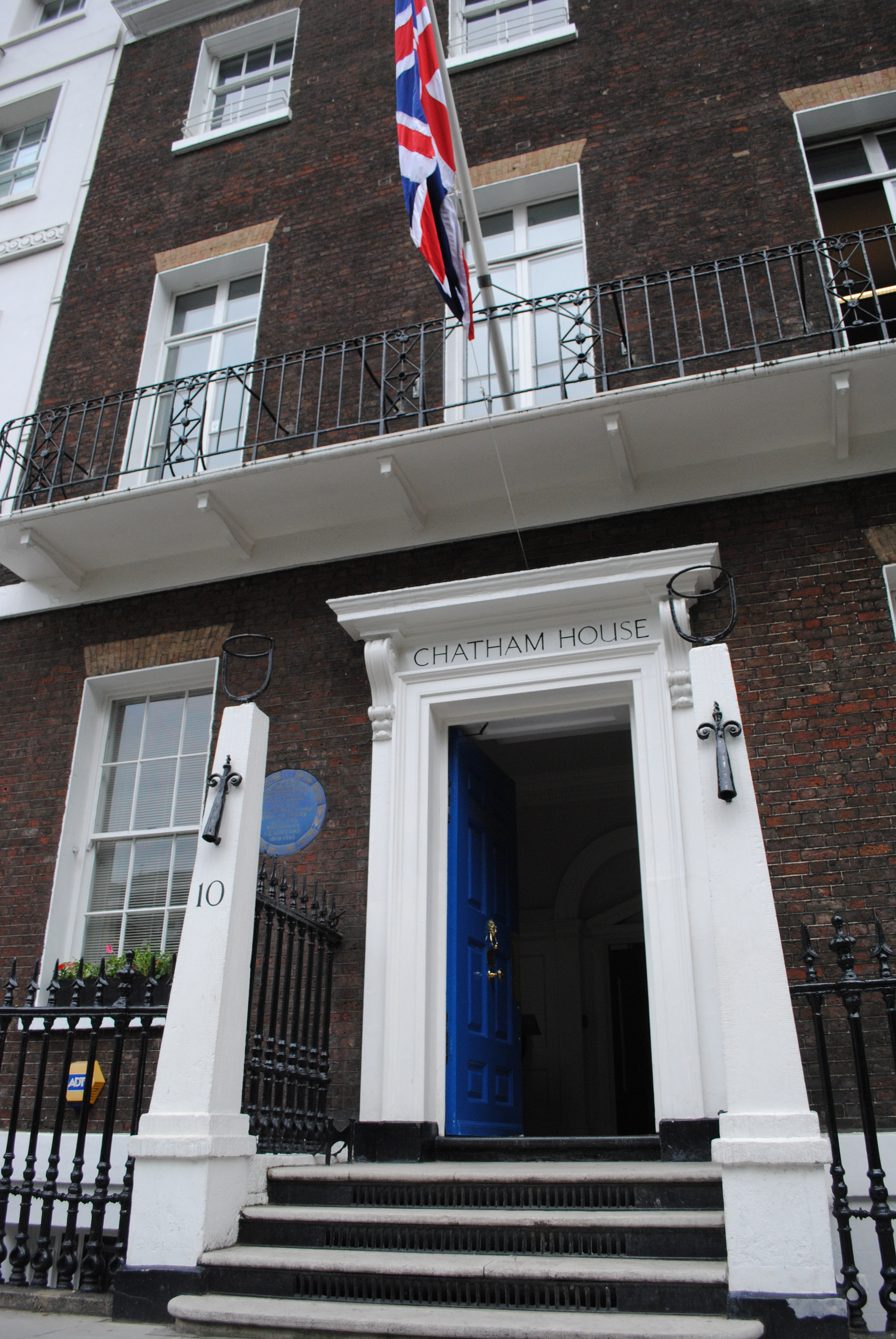
Das Chatham House in London

Die Chatham House Rule, deutsch ‚Chatham-Haus-Regel‘, regelt die Weitergabe von Inhalten vertraulicher Gespräche an Dritte; sie stammt von dem Royal Institute of International Affairs in London, auch bekannt als „Chatham House“.

## Hintergrund
Die Chatham-Haus-Regel dient der Anonymität der sich äußernden Teilnehmer. Wenn Gespräche oder Konferenzen unter dieser Regel stattfinden, dürfen die Teilnehmer zwar die Inhalte weitergeben, jedoch ist es untersagt, die Identität von Konferenzteilnehmern, Rednern oder Gesprächspartnern offenzulegen. Die Chatham House Rule wird meist dann angewandt, wenn vertrauliche Informationen benutzt werden bzw. wenn es aus (politischen) Gründen für einen Teilnehmer nicht opportun wäre, mit einem bestimmten Gedankengang in Verbindung gebracht zu werden.

“When a meeting, or part thereof, is held under the Chatham House Rule, participants are free to use the information received, but neither the identity nor the affiliation of the speaker(s), nor that of any other participant, may be revealed.”

„Bei Veranstaltungen (oder Teilen von Veranstaltungen), die unter die Chatham-House-Regel fallen, ist den Teilnehmern die freie Verwendung der erhaltenen Informationen unter der Bedingung gestattet, dass weder die Identität noch die Zugehörigkeit von Rednern oder anderen Teilnehmern preisgegeben werden dürfen.“

Die Regel wurde eingeführt, um seine Meinung ohne mögliche Folgen für die eigene Person oder das eigene Unternehmen aussprechen zu können. Weiterhin soll man von jeglicher Verantwortung für das Gesagte freigestellt werden. Auch soll damit die Problematik einer möglicherweise unscharfen Trennung zwischen der Meinungsäußerung als Person und der Meinungsäußerung als Amtsträger vermieden werden.
Im Sprachgebrauch des deutschen politischen Journalismus entspricht die Chatham House Rule näherungsweise einer Äußerung „Unter zwei“ (= zitierbar ohne Quellenangabe); da laut Chatham House Rule aber auch die Zugehörigkeit des Sprechers zu einer Gruppe (meist eben der Teilnehmer des jeweiligen Treffens) nicht preisgegeben werden darf, liegt diese Vertraulichkeitsregel genau genommen zwischen „Unter zwei“ und „Unter drei“ (= vertrauliche Hintergrundinformation).
Aufgestellt wurde der Grundsatz erstmals im Jahre 1927 im Chatham House, dem Sitz des Royal Institute of International Affairs.